# Championnat du Vietnam féminin de volley-ball
Le Championnat du Viêt Nam de volley-ball féminin est la compétition nationale majeure. Il a été créé en 2004. Il est organisé par la Fédération du Viêt Nam de volley-ball (Liên đoàn bóng chuyền Việt Nam).

## Palmarès
| Année | Champion                      | Finaliste                     | Troisième                      |
| ----- | ----------------------------- | ----------------------------- | ------------------------------ |
| 2004  | Thông tin Liên Việt Post Bank | Vital Thái Bình               | Bưu điện Hà Nội                |
| 2005  | Thông tin Liên Việt Post Bank | Tuần Châu Quảng Ninh          | VTV Bình Điền Long An          |
| 2006  | Thông tin Liên Việt Post Bank | Vital Thái Bình               | Ngân hàng Công thương          |
| 2007  | Vital Petechim Thái Bình      | VTV Bình Điền Long An         | Ngân hàng Công thương Việt Nam |
| 2008  | Thông tin Liên Việt Post Bank | Vital Petechim Thái Bình      | VTV Bình Điền Long An          |
| 2009  | VTV Bình Điền Long An         | Thông tin Liên Việt Post Bank | PV Oil Thái Bình               |
| 2010  | Thông tin Liên Việt Post Bank | Vietsov petro                 | VTV Bình Điền Long An          |
| 2011  | VTV Bình Điền Long An         | Thông tin Liên Việt Post Bank | Ngân hàng Công thương          |
| 2012  | Thông tin Liên Việt Post Bank | Ngân hàng Công thương         | VTV Bình Điền Long An          |
| 2013  | Thông tin Liên Việt Post Bank | Ngân hàng Công thương         | Vietsov petro                  |
| 2014  | Thông tin Liên Việt Post Bank | VTV Bình Điền Long An         | Ngân hàng Công thương          |
| 2015  | Thông tin Liên Việt Post Bank | Ngân hàng Công thương         | VTV Bình Điền Long An          |
| 2016  | Ngân Hàng Công Thương         | Thông tin Liên Việt Post Bank | VTV Bình Điền Long An          |
| 2017  | VTV Bình Điền Long An         | Thông tin Liên Việt Post Bank | Ngân hàng Công thương          |
| 2018  | VTV Bình Điền Long An         | Thông tin Liên Việt Post Bank | Ngân hàng Công Thương          |
| 2019  | Thông tin Liên Việt Post Bank | Ngân hàng Công Thương         | Kinh Bắc Bắc Ninh              |